# Copa Suruga Bank de 2011
A Copa Suruga Bank de 2011 foi a quarta edição da competição anual de futebol realizada entre a Confederação Sul-Americana de Futebol (CONMEBOL) e a Japan Football Association (JFA). Foi disputada entre o Júbilo Iwata e o Independiente em 3 de agosto. A equipe japonesa venceu nos pênaltis por 4 a 2, após empate por 2 a 2 no tempo normal.

## Participantes
|          | Equipe        | Classificação                            | Participação |
| -------- | ------------- | ---------------------------------------- | ------------ |
| JFA      | Júbilo Iwata  | Campeão da Copa da Liga Japonesa de 2010 | 1ª           |
| CONMEBOL | Independiente | Campeão da Copa Sul-Americana de 2010    | 1ª           |

## Final
| 3 de agosto   | Júbilo Iwata                  | 2 – 2     | Independiente          | Estádio Shizuoka Ecopa, Shizuoka         |
| 19:00 (UTC+9) | Battión 9' (g.c.) · Arata 58' | Relatório | Tuzzio 32' · Parra 47' | Público: 19 034 Árbitro: ENG Lee Probert |

|                                     |       | Penalidades                     |  |
| Kobayashi Yamada Nasu Komano Fujita | 4 – 2 | Núñez Pellerano Velázquez Parra |  |

| Júbilo Iwata | Independiente |

| Júbilo Iwata:       |    |                      |     |     |     |
|                     |    |                      |     |     |     |
| G                   | 1  | Yoshikatsu Kawaguchi |     |     |     |
| D                   | 2  | Kenichi Kaga         |     |     |     |
| D                   | 33 | Yoshiaki Fujita      |     |     |     |
| D                   | 3  | Ryu Okada            |     | 61' |     |
| M                   | 5  | Yuichi Komano        |     |     |     |
| M                   | 20 | Shuto Yamamoto       |     |     |     |
| M                   | 28 | Keisuke Funatani     | 11' | 46' |     |
| M                   | 23 | Kosuke Yamamoto      |     | 67' |     |
| M                   | 6  | Daisuke Nasu         |     |     |     |
| M                   | 10 | Hiroki Yamada        |     |     |     |
| A                   | 8  | Gilsinho             |     | 75' |     |
| Substitutos:        |    |                      |     |     |     |
| G                   | 21 | Naoki Hatta          |     |     |     |
| D                   | 22 | Hiroyuki Kobayashi   |     | 61' |     |
| D                   | 16 | Jo Kanazawa          |     |     |     |
| D                   | 30 | Shinnosuke Honda     |     |     |     |
| M                   | 15 | Minoru Suganuma      |     | 75' |     |
| A                   | 17 | Hidetaka Kanazono    |     | 67' |     |
| A                   | 19 | Tomoyuki Arata       |     | 46' | 58' |
| Treinador:          |    |                      |     |     |     |
| Masaaki Yanagishita |    |                      |     |     |     |

| Independiente:  |    |                       |           |     |
|                 |    |                       |           |     |
| G               | 1  | Hilario Navarro       |           |     |
| D               | 13 | Iván Vélez            |           | 70' |
| D               | 6  | Eduardo Tuzzio        | 32'       |     |
| D               | 2  | Julián Velázquez      |           |     |
| D               | 3  | Maximiliano Velázquez | 39'       | 71' |
| M               | 8  | Hernán Fredes         |           |     |
| M               | 5  | Roberto Battión       | 9' (g.c.) | 46' |
| M               | 7  | Cristian Pellerano    |           |     |
| M               | 11 | Osmar Ferreyra        |           | 46' |
| A               | 17 | Facundo Parra         | 47'       |     |
| A               | 19 | Marco Pérez           |           | 88' |
| Substitutos:    |    |                       |           |     |
| G               | 21 | Fabián Assmann        |           |     |
| D               | 23 | Adrián Argachá        |           | 71' |
| D               | 33 | Cristian Báez         |           | 46' |
| M               | 16 | Nicolás Cabrera       |           | 70' |
| M               | 10 | Patricio Rodríguez    |           | 46' |
| A               | 9  | Leonel Núñez          |           | 88' |
| A               | 14 | Matías Defederico     |           |     |
| Treinador:      |    |                       |           |     |
| Antonio Mohamed |    |                       |           |     |

## Premiação
| Copa Suruga Bank 2011            |
| Japão                            |
| -------------------------------- |
| JÚBILO IWATA Campeão (1º título) |